# Vigna venusta
Vigna venusta är en ärtväxtart som först beskrevs av Charles Vancouver Piper, och fick sitt nu gällande namn av Marechal och Al.. Vigna venusta ingår i släktet vignabönor, och familjen ärtväxter. Inga underarter finns listade i Catalogue of Life.